# Marie-Julie Boulanger
Pour les articles homonymes, voir Halligner et Boulanger (homonymie).
Marie-Julie Boulanger, née Marie-Julienne Halligner le 29 janvier 1786 à Paris et morte le 23 juillet 1850 dans la même ville, est une mezzo-soprano française.

## Biographie
Fille de petits commerçants parisiens,, Halligner est admise comme élève de solfège au Conservatoire de musique, le 20 mars 1806. Son maître de chant est d'abord Charles-Henri Plantade, puis, elle devient l’élève de Pierre-Jean Garat en janvier 1807.
Douée d’une très belle voix, et possédant une exécution vocale brillante et facile, elle obtient de beaux succès dans les concerts où elle se produit. Elle fait ses débuts débuts à l’Opéra-Comique, le 16 mars 1811, dans le rôle d'Agathe dans l’Ami de maison d’André Grétry et le Concert interrompu, dans le rôle de Cécile. Rappelée à grands cris après la représentation, Jean Elleviou l’a ramenée sur scène pour recevoir les bruyants témoignages de la satisfaction du public. L’empressement des habitants de Paris à l’entendre a été tel que l’administration du théâtre a prolongé ses débuts pendant une année entière.
Au charme de son chant se joignait un jeu naturel et plein de verve comique. Un mélange de gaité, de sensibilité et de finesse donnait à son talent dramatique un caractère particulier. Elle jouait surtout fort bien les rôles de soubrette et de servante et les habitués du théâtre Feydeau ont gardé longtemps le souvenir de son talent dans les personnages si différents de la soubrette des Évènements imprévus, et de la servante des Rendez-vous bourgeois.
Elle a joué dans les premières mondiales de nombreux opéras comiques, y compris Lady Pamela dans Fra Diavolo d’Auber en 1830 et Ritta dans Zampa de Ferdinand Hérold en 1831. Elle a joué le rôle de Gertrude dans le Maitre de chapelle de Ferdinando Paer (1821) ; Jenny dans La Dame blanche de Boieldieu (décembre 1825) ; Madame Barneck dans l’Ambassadrice (en) de Daniel Auber (1836) ; Jacinthe dans le Domino noir d’Auber (1837) et la Marquise de Berkenfield dans la Fille du régiment de Donizetti (1840). Au nombre de ses autres représentations, figurent le rôle de Colombine dans Le Tableau parlant de Grétry, le Chevalier dans Jeannot et Colin de Nicolò, et Aline, reine de Golconde de Sedaine.
Son nom a été associé à un grand nombre de chefs-d’œuvre de l’Opéra-Comique, comme le Lucifer de la Clochette, Jenny de la Dame blanche, Mme Bertrand du Maçon, Suzette de Marie, Nanette du Chaperon rouge, etc. Quand l’âge l’a obligée de renoncer au mezzo-soprano léger, elle a pris, non sans regrets, l’emploi des duègnes, dans lequel elle apporta une verve et un esprit qui ont fait sa réputation. Elle a également obtenu un grand succès dans le Polichinelle, la Reine d’un jour, le Guittarero, Cagliostro, etc.
Après avoir conservé la faveur du public pendant plus de dix-huit ans, elle a éprouvé tout à coup une altération sensible dans l’organe vocal, et les dernières années qu’elle a passées au théâtre n’ont plus été pour elle qu’un temps de regret. Elle s’est retirée au mois d’avril 1845, avec la pension acquise pendant que l’Opéra-Comique était administré par la société des acteurs. Sa dernière représentation a eu lieu le 18 avril de cette année et se composait du Domino Noir, pour ne reparaitre qu’une autre fois dans une soirée donnée à bénéfice et dans laquelle elle a joué le 1er acte de Ma tante Aurore. À sa mort, le Nouvelliste a écrit que « l’on citerait difficilement une artiste dont la carrière ait été plus brillante que la sienne. » Après sa retraite en 1845, elle s’est concentrée sur les activités d’enseignement à Paris.
De son époux, le violoncelliste et professeur du Conservatoire de Paris rencontré pendant ses études, Frédéric Boulanger (en), elle a eu un fils, le compositeur Ernest Boulanger, lui même père de Nadia Boulanger et Lili Boulanger. Elle était, en outre, la sœur ainée de la comédienne Sophie Halligner, dont elle a précipité le mariage avec l’acteur Frédérick Lemaître. À l’issue de ses obsèques à Notre-Dame-de-Lorette, elle a été inhumée au cimetière de Montmartre:611.